# Hendrick Andriessen
Hendrick Andriessen (1607–1655) was een Zuid-Nederlands schilder van stillevens uit de periode van de barok.

## Biografie
Volgens Cornelis de Bie is hij geboren in Antwerpen en stierf hij in Zeeland. Hij stond daar bekend als Mancke Heyn.
Een aantal schilderwerken die voorheen aan Pieter van der Willigen werden toegeschreven, worden tegenwoordig toegewezen aan Andriessen.
- Biografisch Portaal: 17173854
- Digitale Bibliotheek voor de Nederlandse Letteren: andr073
- Gemeinsame Normdatei: 137155778
- International Standard Name Identifier: 0000 0000 6689 735X
- RKD-Nederlands Instituut voor Kunstgeschiedenis: 1798
- Union List of Artist Names: 500014054
- Virtual International Authority File: 81386177
- WorldCat: E39PBJyCHFHv97JgRXbXRvcHG3